# 篠田鉱造
篠田 鉱造（篠田 鑛造、しのだ こうぞう、1872年1月15日〈明治4年12月6日〉 - 1965年〈昭和40年〉3月18日）は、日本の新聞記者、実話蒐集作家、明治文化研究家。俳人としての号は胡蝶。

## 経歴・人物
東京・赤坂出身。明治28年（1895年）、報知新聞社に入社。明治35年（1902年）報知新聞に聞き書きコラムを連載。内容は、幕末、明治前半のことを知る人々から聴取した実話。同連載を『幕末百話』として一冊の書物にまとめたのを皮切りに、聞き書き百話シリーズを出版。江戸、東京に住んだ土地の古老や各業界の人々などから直接話を聞き、忠実に書き残す実話蒐集スタイルが、後世に貴重な資料を残す結果となった。市井の庶民生活の細部、維新後の武士の動向、出来事、食べ物、料理屋、芸能、花柳界、各種職業人、町の変遷等を、当時の人の語り口で記録している。

## 批判
高島俊男は篠田の著書『明治百話』岩波文庫版（1996年刊行）について、森まゆみによる解説の批判もしながら、「篠田の文章に語り手の名前、聞き書き時期の明記がない」「自分の親である質屋権六の思い出を、なぜか権六の孫から『聞き書き』にしているのが不自然である」として、この「聞き書き集」は、純粋の聞き書きだけではなく、篠田の創作がかなり含まれているのではないかと論じている。

## 著書
- 『幕末百話』（内外出版協会 1905年→増補版・万里閣書房 1929年）→角川選書 1969年→「増補 幕末百話」岩波文庫 1996年→同・ワイド版 2001年
- 『明治百話』（四条書房 1931年）→角川選書[2] 1969年→岩波文庫（上・下） 1996年→同・ワイド版 2005年
- 『幕末明治女百話』（四条書房 1932年）→角川選書[3] 1971年→岩波文庫（上・下） 1996年
- 『銀座百話』（青蛙房 1937年）→角川選書 1974年→河出書房新社 2016年[4]
- 『銀座・築地物語絵巻』（高山書院 1941年）
- 『明治開化奇談』（明正堂 1943年）→角川選書[5] 1975年